# Maximiliano Arboleya
Maximiliano Arboleya Martínez (Pola de Laviana, 9 de octubre de 1870 - Meres, Siero  19 de enero de 1951), sacerdote, sociólogo y activista católico español, fue una de las figuras más destacadas dentro del catolicismo social en España. Sus ideas renovadoras en defensa de un sindicalismo católico "puro", sin interferencias de los patronos, levantaron contra él furiosas campañas de desprestigio por parte de los sectores católicos integristas: "Se me puso -cuenta él mismo- de socialista y demagogo hasta la coronilla".

## Biografía
Nace en Pola de Laviana, hijo de Marcelino Arboleya oficial del Registro de la Propiedad de Pola de Laviana y Amalia Martínez Vigil, hermana de Ramón Martínez Vigil que fue obispo de Oviedo. En 1878 fallece su padre quedando su madre viuda, quien se casa con Francisco Fernández Fueyo, viudo de una hermana suya.
Estudia en su Laviana natal hasta los catorce años, en 1884 ingresa en el seminario de Oviedo y posteriormente es enviado con una beca a Roma para estudiar en el Pontificio Colegio Español. Allí obtiene la licenciatura en Teología por la Universidad Gregoriana y el doctorado por el Pontificio Seminario de San Apolinar. En Roma es donde conoce las obras de los principales representantes del catolicismo social, lo que despierta en él una fuerte vocación social que mantendría toda su vida.
Regresa de Italia y se instala en Oviedo en dónde ejerce de profesor en el seminario y en 1898 obtiene la plaza de canónigo de la catedral de Oviedo.
Hacia 1900 funda la Liga de Defensa Eclesiástica y es nombrado secretario de la comisión organizadora de peregrinaciones a Lourdes.
En 1901 es nombrado director del diario El Carbayón, al que logra convertir en el periódico de mayor circulación de Asturias, muy leído entre las clases populares, según su propio testimonio. Ese mismo año entra en contacto por primera vez con la empresa asentada en el concejo de Aller Hullera Española en la que su propietario el marqués de Comillas (una de las personalidades más influyentes del catolicismo español de principios del siglo XX) había puesto en práctica una serie de medidas para evitar la penetración de las organizaciones socialistas entre sus obreros, como subvenciones, primas y obras benéficas de todo tipo, así como propaganda religiosa. Arboleya es invitado por la empresa a dar un ciclo de conferencias a los obreros, pero solo pudo dar la primera porque la empresa decidió que no continuara ya que en esa primera charla había defendido el sindicalismo "puro" exclusivamente obrero sin interferencias de los patronos. El propio Arboleya comentó:

Yo resultaba con semejante predicación mucho más peligroso que el mismo Pablo Iglesias, que al fin no llevaba sotana que justificase sus radicalismos

En 1903 inicia en Asturias el primer intento de impulsar la sindicación obrera de signo católico a través del Círculo Obrero de Oviedo. Su proyecto no salió adelante por la oposición de los católicos integristas que defendían los métodos tradicionales en la organización obrera católica.
En 1912 la empresa Hullera Española le vuelve a llamar, esta vez para que organice una asociación obrera cristiana en la misma. Pero los estatutos que redacta son rechazados porque Arboleya lo que pretendía crear era un sindicato, y no una organización intervenida por la empresa y basada en la idea tradicional del paternalismo y la beneficencia del patrón respecto del obrero. La empresa acaba encargando los estatutos al padre Palau, famoso jesuita catalán.
En 1913 funda en Oviedo la "Casa del Pueblo Católica", como él mismo la denominó, en la que tienen su sede los "Sindicatos Independientes", llamados así porque pretendían mantenerse independientes tanto de los empresarios como de las organizaciones socialistas. Estos sindicatos fueron atacados tanto por los socialistas como por los patronos, especialmente por los que se proclamaban católicos. Al no encontrar apoyo en la jerarquía eclesiástica, Arboleya se ve obligado a abandonar el proyecto.
En 1916 los obreros de la Asociación católica de la empresa Hullera Española (que cuatro años antes había rechazado los estatutos que Arboleya había redactado) le llaman para que reavive una organización que estaba sucumbiendo a la presión del sindicato socialista. Bajo su orientación la Asociación se recuperó y al año siguiente, en un enfrentamiento con los socialistas, logró paralizar la empresa. La presión de los patronos hizo que Arboleya de nuevo tuviera que abandonar su labor, y de nuevo la asociación quedó bajo la "orientación" de los jesuitas. Los jesuitas vincularon esa asociación obrera católica con el Sindicato Minero Católico de ámbito nacional cuya contingente más importante era precisamente la asociación de mineros de Hullera Española en el concejo de Aller. Su líder fue Vicente Madera Peña.
En 1919 participa junto con Severino Aznar en la fundación en Madrid del Grupo de la Democracia Cristiana. Aunque gozaba del apoyo del cardenal primado Guisasola, las ideas sociales defendidas por el Grupo fueron denunciadas al Vaticano por los integristas españoles por ser demasiado avanzadas. El grupo no llegó a ser condenado por Roma, pero "vivió en constante lucha con el catolicismo integrista, circunstancia que le restó eficacia".
En 1923 el obispo Juan Bautista Luis y Pérez, viejo amigo de Arboleya con el que coincidió como estudiante de teología en Roma, le nombra deán de la catedral de Oviedo. Ambos comparten la ilusión de trabajar en el campo social, pero en la diócesis se habían hecho tan pocas cosas y tan mal, a pesar de los esfuerzos de Arboleya, y encontró tantas resistencias que finalmente tuvo que desistir de su proyecto, minado además por la enfermedad. Nada más tomar posesión de su cargo Maximiliano Arboleya le había escrito una carta en la que le describía la difícil situación con la que iba a enfrentarse:

Ciñéndome a Asturias te digo, y supongo que no te desanimará, pues ya lo tendrás previsto, que la apostasía obrera es general, que hay parroquias, hace bien poco fervientemente cristianas, y donde, abundando muchos niños, el párroco no cuenta ni con una niña para la Primera Comunión. (...)

Los obreros de las grandes cuencas y de los grandes centros fabriles, así como muchísimos de otros menos importantes, se hallan asociados en los Sindicatos socialistas o comunistas y son irreligiosos los más cultos y antirreligiosos los demás. Todos están asociados a los Sindicatos revolucionarios y gracias a ellos han obtenido importantísimas, trascendentales mejoras, y por eso les están agradecidos. (...) 

...aquí entre nosotros, los obreros no son muy católicos

Tras la Proclamación de la Segunda República Española en 1931 vuelve a la dirección del diario El Carbayón, pero pronto fue denunciado ante la jerarquía eclesiástica y fue sustituido por otro director que conectara mejor con el conservadurismo de la derecha asturiana. Durante los primeros años de la Segunda República Española es invitado con mucha frecuencia por diversos ateneos obreros de las cuencas mineras para que imparta conferencias sobre temas sociales. En 1933, por ejemplo, recorrió la cuenca de Turón donde fue muy bien recibido por los mineros socialistas, según su propio testimonio.
La Revolución de Asturias de octubre de 1934 le produce una honda conmoción aunque no presenció personalmente los hechos por hallarse esos días en Zaragoza para asistir a una Semana Social.
Su compromiso con el catolicismo social lo mantuvo incluso después de la guerra civil española como lo muestra este comentario irónico que hizo sobre la política religiosa franquista en una carta que escribió el 15 de mayo de 1944, cuando tenía 73 años de edad, al obispo de Madrid Leopoldo Eijo y Garay:

Antes [los obreros] no venían a misa. Ahora, nos los traen formados

Fallece en Meres, pueblo en el que estaba recluido, el 19 de enero de 1951

## Activismo católico social
Una de sus facetas más relevantes fue su actividad periodística. Miembro y seguidor de la doctrina social de la iglesia que tenía su máximo exponente en la encíclica Rerum Novarum del Papa León XIII funda diversos periódicos como El Zurriago Social o Justicia Social y colabora con el El Carbayón enfrentándose a diferentes personalidades de la época por sus ideas tales como Manuel Vigil Montoto. En esta época su labor periodística tiene su momento culminante cuando accede a la dirección del Diario El Carbayón, puesto en el que estaría hasta 1913.
Sus artículos en la prensa así como sus libros intentaban inculcar en los católicos, incluido el clero, el compromiso con la acción social dirigida a mejorar las condiciones de vida materiales y espirituales de las clases populares, especialmente de la clase obrera. Estas ideas chocaron con la mentalidad integrista que intentó desprestigiarlo tildándolo de "socialista y demagogo", según su propio testimonio. "Y la hostilidad arreció cuando de publicista social pasó a la organización obrera".
La labor social que emprendió estaba mal vista por la corriente más conservadora de la iglesia de Oviedo pero gracias al apoyo de su tío, el obispo Martínez Vigil, no tuvo grandes problemas al principio. Pero tras el fallecimiento de éste en 1905, la corriente más conservadora se impone en la iglesia ovetense hasta por lo menos 1922 año al que accede al obispado Juan Bautista Luis y Pérez. El nuevo obispo, viejo amigo suyo, en seguida nombra a Arboleya director de la Federación Diocesana de Sindicatos Agrarios.
La hostilidad del sector más conservador del catolicismo asturiano y español hacia el activismo social de Arboleya se debió a que éste defendía un sindicalismo católico "puro", sin ninguna intervención patronal, para poder competir de verdad con el sindicalismo socialista o anarquista. Arboleya dice en una carta dirigida a un amigo:

Toda nuestra propaganda sindical ha de ser diáfana, seria, imparcial y por completo desinteresada, sin finalidades apologéticas en favor de la propiedad, del orden público, de los patronos o de la misma Iglesia

Sin embargo la corriente dominante del sindicalismo cristiano en España era la que lo acercaba al sindicalismo amarillo al conservar ciertos rasgos de la forma de catolicismo social anterior: los "círculos obreros", que habían sido importados de Francia con notable retraso y que se ocupaban fundamentalmente de la educación y la formación profesional del trabajador, y habían fracasado en su intento de regular las relaciones entre patronos y obreros. Esta es la razón que, según Arboleya y según los historiadores actuales que han estudiado el tema, explicaría el escaso desarrollo que tuvo en España el sindicalismo católico a diferencia de otros países europeos. Esta tendencia estaba representada por el marqués de Comillas y los jesuitas, por un lado, y por Angel Herrera y la Asociación Católica Nacional de Propagandistas, por otro. En una entrevista que mantuvieron en diciembre de 1916 el marqués de Comillas y Arboleya aquel le dijo, según las anotaciones de Arboleya:

Que a los obreros les conviene mucho que sus Asociaciones sean lo más "patronales" posible, que los mismos obreros se hallan bien convencidos de esa "verdad" y que precisamente porque eso creían deseaban que los patronos intervinieran en sus sociedades

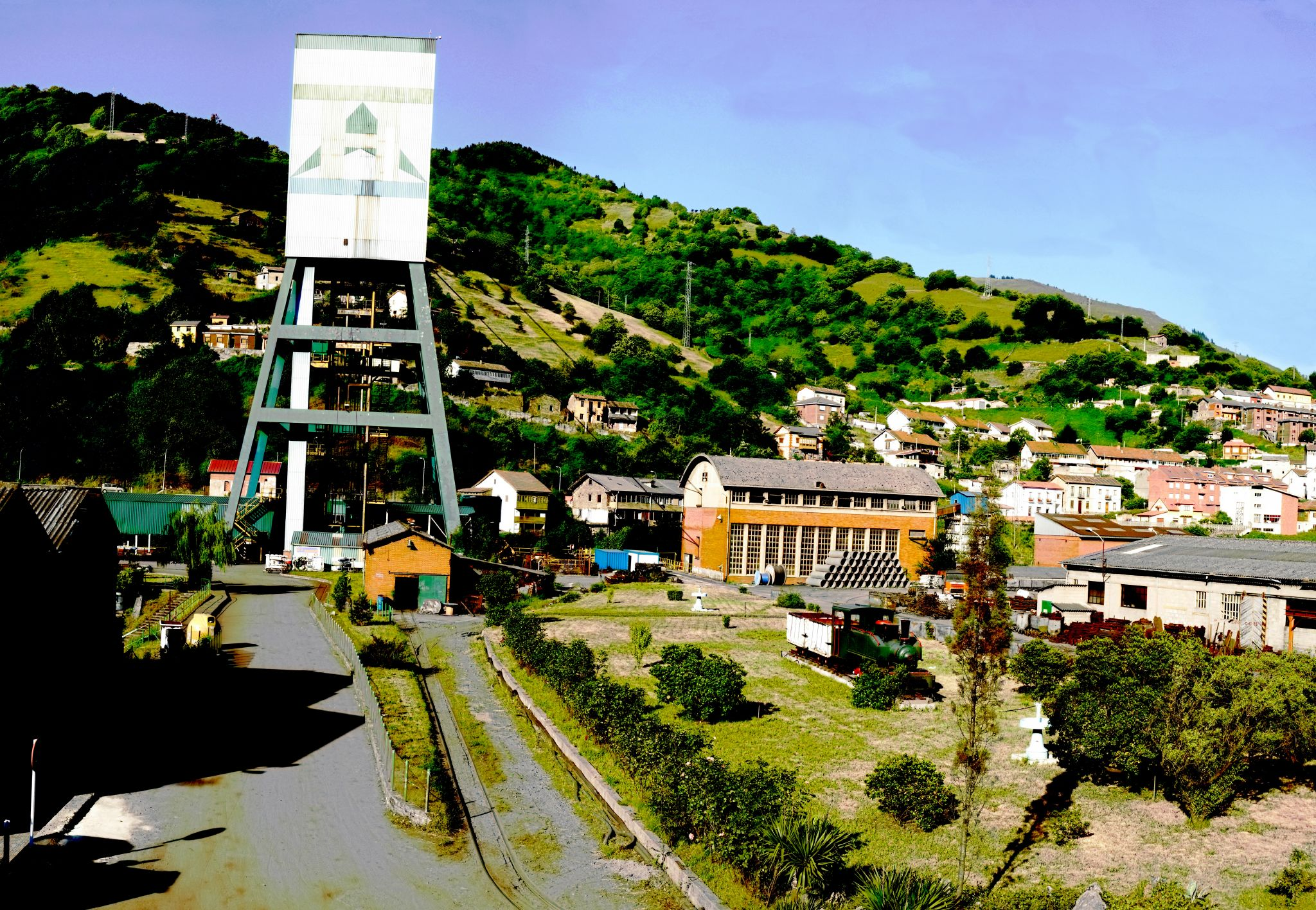
Pozo Santiago en Aller en la actualidad

Un ejemplo lo encontramos en la asociación obrera católica de la empresa Hullera Española situada en el concejo de Aller, propiedad del marqués de Comillas, donde éste ensayó su forma de entender el sindicalismo cristiano (empresa con la que Arboleya se relacionó en tres ocasiones, y en las tres fracasó en su intento de crear allí un sindicato católico "puro" sin interferencia patronal a causa de la oposición del propio marqués). Su objetivo era prevenir la expansión del movimiento obrero entre sus trabajadores, ocultándolo bajo la retórica de la moralidad y de la religión, y para ello intentó aislar la empresa del resto de la cuenca minera donde se vivía una atmósfera de mayor libertad En 1917 se formó un sindicato católico auspiciado por los jesuitas y vinculado a la patronal denominado Sindicato Minero Católico bajo el liderazgo de Vicente Madera Peña, que se vio sometido a la presión del sindicato minero socialista encabezado por Manuel Llaneza. En abril de 1920 hubo un enfrentamiento entre miembros de las dos organizaciones en Moreda, donde estableció su sede el Sindicato Minero Católico al ser la parroquia principal del concejo de Aller, en el que murió un hermano del propio Vicente Madera, y resultaron muertos once socialistas por disparos de la Guardia Civil. En 1919 el Sindicato Minero Católico contaba con 2.262 afiliados en Asturias (585 en Moreda), pero cinco años después había perdido unos quinientos miembros, y en 1932 sólo tenía 1.139 afiliados. Por el contrario, el Sindicato Minero socialista ya contaba con 10 000 afiliados al año de su fundación.

## Arboleya y su interpretación de la Revolución de Asturias
Cuando estalla la Revolución de Asturias en octubre de 1934 Arboleya está en Zaragoza a donde ha acudido para participar en la Semana Social que allí se celebraba, por lo que no presenció los acontecimientos, que sin embargo le produjeron un profundo dolor (fueron asesinados varios compañeros suyos del cabildo, entre ellos Aurelio Gago, que era también prefecto de Estudios del Seminario diocesano) y también le suscitaron una honda reflexión sobre el fracaso de la Iglesia católica en la penetración en los medios obreros.

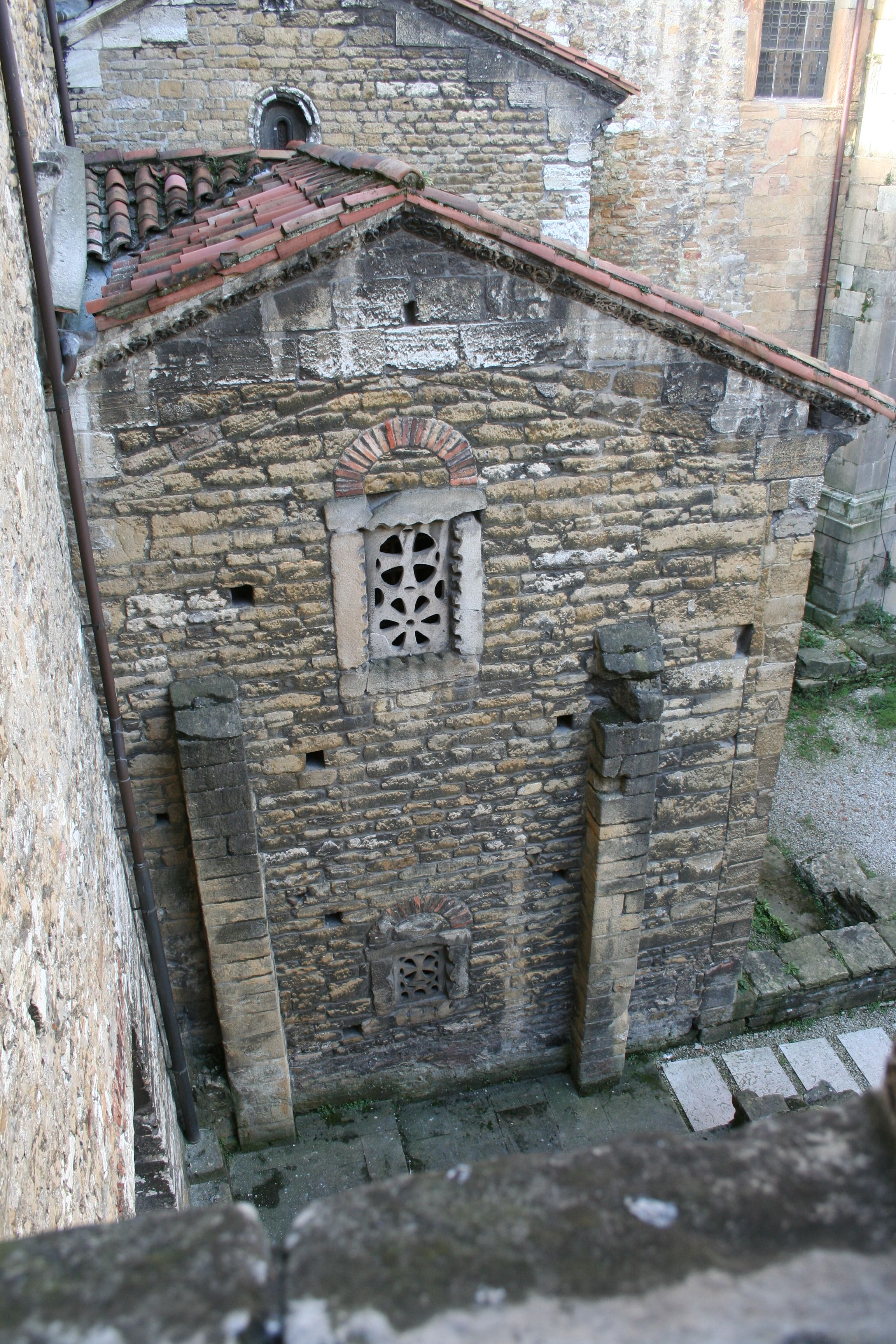
Imagen exterior de la cámara santa y la cripta de santa Leocadia. Podemos ver las dos celosías, la superior correspondiente a la cámara santa o capilla de san Miguel y la inferior perteneciente a la cripta de santa Leocadia.

En una carta a su amigo Severino Aznar le describe cómo encontró la Catedral de Oviedo a cuya conservación había dedicado muchos esfuerzos como deán de la misma, centrándose en lo sucedido con la Cámara Santa:

Lo de la Catedral me dejó anonadado, pues yo, como los arquitectos enviados por el Gobierno, creía que se trataba de un simple derrumbamiento de la techumbre de la Cámara Santa, y se trata de su destrucción total. Defendido el templo bravamente y sin desmayo alguno por un puñado de soldaditos y de guardias de asalto, los revolucionarios dueños de casi toda la ciudad, no lograron entrar en la Catedral. Pero sí en la Sala Capitular, uno de cuyos ventanales bajos volaron o abrieron con dinamita. Allí quemaron la sillería del coro, la mesa del secretario y varios libros de Actas y otros objetos. (...) De la Sala Capitular se dirigieron al lado del claustro donde está la cripta de Santa Leocadia, sobre la cual se levantaba la preciada Cámara Santa. Iban muy bien dirigidos los bárbaros. Se culpa demasiado a los mineros pero ellos no fueron más que el brutal brazo ejecutor. ¿Qué sabían esos infelices de tales rincones? Acumularon en la cripta mencionada, de bóveda muy baja, muchas cajas de dinamita y la explosión fue tal que voló la tal bóveda, muy gruesa y pesada, y con ella, la de la Cámara Santa, también muy resistente. Todo subió a tal altura que en los tejados vecinos quedaron tremendos bloques de piedra. (...) La explosión fue algo inaudito, rompió incontables cristales de las preciosas vidrieras flamencas

En una especie de "manifiesto" que preparó para el Grupo de la Democracia Cristiana que sirviese de orientación a los católicos españoles conmocionados especialmente por la muerte de 40 religiosos y por los más de cincuenta edificios religiosos incendiados o saqueados (entre ellos el Palacio Episcopal, el Seminario Diocesano, en el que ardió su biblioteca, la Cámara Santa de la Catedral de Oviedo, de la que Arboleya era el deán de su cabildo) durante la "Comuna Obrera" asturiana, Arboleya hizo el siguiente diagnóstico sobre la situación del mundo obrero en relación con la Iglesia y sus organizaciones sociales:

Por razones que no tengo para qué especificar aquí aunque ello resultaría harto fácil, nuestros obreros y empleados, por lo general, dan como cierto:

a) Que la Iglesia Católica, y consiguientemente cuantos por ella trabajan y se dejan inspirar, son los defensores acérrimos del Capitalismo opresor y enemigos natos de la clase obrera.

b) Que los sindicatos llamados "católicos" tienen como exclusiva finalidad la defensa de la Iglesia y el Capitalismo, haciendo a los sindicatos cada día más sumisos y resignados frente a esos sus dos supuestos y temidos enemigos.

Guste o no y por absurdo que parezca a quienes desconocen los verdaderos orígenes de mentalidad semejante, esa es la de casi todos nuestros trabajadores. Y, después de lo visto y palpado en Asturias, bien podemos afirmar que hoy el odio feroz a la Iglesia es muy superior al que inspira el Capitalismo. Basta para afirmarlo rotundamente fijarse en la clase de personas perseguidas y asesinadas y de edificios destruidos por la dinamita o por el fuego.

Arboleya estaba convencido de que si hubiesen seguido el sindicalismo católico "puro" que él llevaba años defendiendo la tragedia asturiana se podría haber evitado, por lo que pensaba que los católicos también tenían alguna responsabilidad en lo sucedido. Pero ni la Iglesia católica ni la derecha católica en absoluto lo entendieron así y sólo pensaban en la represión como remedio contra la revolución. La Iglesia no rectificó su política social y siguió insistiendo en la vía del sindicato católico vinculado a los patronos. Angel Herrera, presidente de Acción Católica, inició una campaña por toda España para presentar como modelo de "obrero católico y patriótico" a Vicente Madera, líder del fracasado sindicato católico de la Hullera Asturiana, un ejemplo típico del sindicalismo católico que rayaba con el amarillismo, y que el día 5 de octubre había defendido con las armas, junto con 25 compañeros, la sede social del sindicato en la villa de Moreda cuando los revolucionarios intentaron tomarla, y al final había conseguido escapar aprovechando la noche (cuatro resistentes murieron en el intercambio de disparos). En una carta dirigida a su amigo Severino Aznar Arboleya critica esta forma de reaccionar de la Iglesia católica:

Creerá usted, acaso, que ante tal desastre se oyen voces sensatas pidiendo el abandono del camino que nos condujo a él... Pues se equivoca. Unas cuantas soluciones simplistas -cortar algunas cabezas, castigar a los rebeldes, proceder a un completo desarme... material, etc.- y pare usted de contar. Todos se aprestan a moverse, pero para caminar más deprisa por el mencionado camino. Ya tenemos de nuevo a Vicente Madera Peña hecho un héroe y un salvador, ya tenemos la política en la Federación Agraria y un fantástico Secretariado Social que se funda sin plan y sin preparación alguna.

Nadie, absolutamente nadie, se para a preguntar si este atroz movimiento criminal revolucionario de cerca de 50.000 hombres no tiene más explicación que la consabida malsana propaganda socialista; nadie piensa en que también puede haber tremendas responsabilidades por parte nuestra.

Otros católicos se acordaron de Arboleya, de sus fracasos y de sus predicciones. Luigi Sturzo, líder exiliado del Partito Popolare Italiano escribió en un periódico de Friburgo un homenaje a los "demócrata cristianos" españoles Severino Aznar, Angel Ossorio y Gallardo y el "canónigo Arboleya":

Si se les hubiera escuchado, los católicos españoles no pasarían hoy, a los ojos de los obreros, como defensores de los patronos incluso de los injustos

En la misma línea se expresó el canónigo de la catedral de Valladolid, Alberto Onaindía, que publicó un artículo el 23 de octubre de 1934 en el diario Euzkadi, de Bilbao, en el que afirmaba que Arboleya para las clases conservadoras nunca había sido otra cosa que el "cura socialista y el canónigo rojo". Asimismo José de Artetxe escribió a finales de octubre un artículo en El Día, de San Sebastián, en el que afirmaba:

Los dolorosos sucesos de Asturias están previstos claramente, y para vergüenza de los católicos de aquella región, en las obras escritas por la pluma ardorosa de un gran propagandista católico social -Arboleya Martínez, canónigo de la catedral de Oviedo- que desde hace más de treinta años clamaba en el desierto de la incomprensión profetizando claramente esto de ahora, que los sordos o cosa peor que le rodeaban se empeñaban en no querer vislumbrar